# Rosa María Sardà
Rosa Maria Sardà i Tàmaro (Barcelona, 30 de julio de 1941 - Barcelona, 11 de junio de 2020) fue una actriz, humorista, presentadora y directora teatral española. Comenzó como actriz cómica, registro que en los últimos años combinó con el de intérprete dramática en español y en catalán.

## Biografía
Nacida en Barcelona, Sardà pertenecía a una familia de personas del espectáculo: estuvo casada con el también actor Josep Maria Mainat, miembro del trío cómico La Trinca, y era hermana mayor del periodista Javier Sardà. Tuvo tres hermanos más, de los cuales uno falleció por la enfermedad del sida en el año 1980. Tuvo un hijo actor, Pol Mainat, con el que coincidió en Abuela de verano.
De formación autodidacta, Rosa María empezó a hacer teatro de aficionados en el barrio de Horta. En 1962 pasó al teatro profesional, al incorporarse a la compañía de Dora Santacreu y Carlos Lucena, con la obra Cena de matrimonios, de Alfonso Paso y, de esta misma compañía, pasó a la de Alejandro Ulloa y, posteriormente, también a la de Pau Garsaball, con la obra En Baldiri de la Costa.
Con posterioridad, dio el salto al campo televisivo: en 1975 protagoniza Una vella, coneguda olor, basada en la obra de Josep Maria Benet, y 1979 presenta el programa Festa amb Rosa Maria Sardà. Debuta en el mundo cinematográfico con El vicario de Olot, de Ventura Pons.
Destacó en el cine en los últimos años de la década de 1980, época en la que participó en películas como Moros y cristianos (1987), de Luis García Berlanga, y en programas para televisión en España como Olé tus vídeos y Ahí te quiero ver, donde además de presentar, elaboró y supervisó los guiones y dirigió e interpretó los diferentes sketches, hizo su primer papel dramático en Madre coraje y sus hijos de Brecht en el Centro Dramático Nacional (Madrid, 1986) e hizo su debut como directora de teatro con Ai carai! (1989), comedia del dramaturgo Josep Maria Benet.

Sardá en el rodaje de Escenas de una orgia Formentera (1995).

En la década de 1990 trabajó con Fernando Colomo en El efecto mariposa, con Ventura Pons en Caricias y Amigo/Amado, con Francesc Betriu en La duquesa roja y con Fernando Trueba en La niña de tus ojos, siendo candidata al Premio Goya a la mejor interpretación femenina de reparto, premio que ganaría dos veces por ¿Por qué lo llaman amor cuando quieren decir sexo?, de Manuel Gómez Pereira, y Sin vergüenza, de Joaquín Oristrell.
Además, fue maestra de ceremonias de los Premios Goya en tres ocasiones, en 1993, 1998 y 2001 y reapareció como presentadora al final de la Gala de 2009 y 2010.
En sus últimos años de carrera estuvo más ligada al teatro, donde destacan varios papeles como el de la doctora Vivan Bearing en Wit (2004), de Margaret Edson y en La casa de Bernarda Alba (2009), de Federico García Lorca, interpretando el papel de Poncia junto a Nuria Espert.
Con todo, siguió participando en filmes tan reconocidos como Todo sobre mi madre (1999) de Pedro Almodóvar, Te doy mis ojos (2003) de Icíar Bollaín y Ocho apellidos catalanes (2015) de Emilio Martínez-Lázaro.
En 2017 renunció a la Cruz de Sant Jordi, que le había concedido la Generalidad de Cataluña en 1994.
Falleció en Barcelona el 11 de junio de 2020 a los 78 años a causa de un cáncer linfático que padecía desde 2014.

## Filmografía
- El certificado (1970)
- El vicario de Olot (1980)
- La ràdio folla (1986)
- Moros y cristianos (1987)
- Un submarí a les estovalles (1990)
- Rateta, rateta (1990)
- El anónimo... ¡vaya papelón! (1990)
- ¿Lo sabe el ministro? (1991)
- ¿Por qué lo llaman amor cuando quieren decir sexo? (1992)
- La fiebre del oro (1993)
- El cianuro... ¿solo o con leche? (1993)
- Escenas de una orgía en Formentera (1994)
- Enciende mi pasión (1994)
- L'enfonsament del Titanic (1994)
- Alegre ma non troppo (1994)
- Suspiros de España y Portugal (1995)
- Pareja de tres (1995)
- El efecto mariposa (1995)
- La duquesa roja (1996)
- Actrices (1996)
- Siempre hay un camino a la derecha (1997)
- Grandes ocasiones (1997)
- Caricias (1997)
- Airbag (1997)
- Mátame mucho (1998)
- La niña de tus ojos (1998)
- Amigo/Amado (1998)
- Todo sobre mi madre (1999)
- Anita no pierde el tren (2000)
- Torrente 2, misión en Marbella (2001)
- Sin vergüenza (2002)
- El viaje de Carol (2002)
- Deseo (2002)
- El embrujo de Shanghai (2002)
- Dos tipos duros (2002)
- Deseo (2002)
- A mi madre le gustan las mujeres (2002)
- Te doy mis ojos (2003)
- Vete de mí (2006)
- Chuecatown (2007)
- Barcelona (un mapa) (2007)
- Rivales (2008)
- La vida empieza hoy (2010)
- Maktub (2011)
- Any de Gràcia (2012)
- Rey gitano (2015)
- Ocho apellidos catalanes (2015)
- La reina de España (2016)
- Segunda oportunidad (2018)
- Salir del ropero (2020)

## Teatro
Lista de las obras, según IMDb
- (1965) "Cena de matrimonios", de Alfonso Paso.
- (1965) "En Baldiri de la costa", de Joaquim Muntanyola. Dir. Francisco Díaz.
- (1967) "El rellotge", de Joan Brossa. Dir. Carlos Lucena.
- (1968-1969) "El meu marit té una turca", de Rafael Richart. Dir. Rafael Richart.
- (1968) "Vent de garbí i una mica de por", de Maria Aurèlia Capmany. Dir. Josep Anton Codina.
- (1969) "El món per un forat", de Joan Mas. Dir. Antoni Chic.
- (1969) "No juegues con el amor... en primavera", de Rafael Richart. Dir. Rafael Richart.
- (1969-1970) "Aquell atractiu que es diu 'El Knack' o qui no té grapa no engrapa", de Ann Jeliscoe. Dir. Ventura Pons.
- (1970) "Tot enlaire", de Jaume Picas. Dir. Jaume Picas.
- (1970) "Casada con dos vivos", de Riveiruele y Santana.
- (1971) "Noies perdudes en el paradís", de Antoni Ribas. Dir. Antoni Ribas.
- (1971) "Trincar i riure", de Jaume Picas. Dir. Salvador Mel·lo.
- (1971) "El clarinete", de Ronald Kindler. Dir. Ramiro Basconte.
- (1972) "Xauxa... un musical jove!", De Jaume Picas and La Trinca. Dir. Mario Gas.
- (1972) Tributo a: "Un pobre diable", de Xavier Regàs. Dir. Joan Borràs.
- (1972) "L'auca del senyor Llovet", de Jordi Teixidor. Dir. Ventura Pons.
- (1973) "Berenàveu a les fosques", de Josep M. Benet i Jornet. Dir. Josep M. de Sagarra.
- (1973-1974) "Mort de Gana Show", de La Trinca, Florenci Foix, M. Aurèlia Campmany, Jaume Vidal Alcover y Jordi Teixidor. Dir. Joan German Schroeder.
- (1973) "La pereza", de Ricardo Talesnik. Dir. Sergi Schaaff.
- (1974) "Tartan dels micos contra l'estreta de l'Ensanche", de Terenci Moix y La Trinca. Dir. Terenci Moix.
- (1974) "Los hijos del Sol", de Maxim Gorky. Dir. Esteve Polls.
- (1975) "El criat de dos amos", by Carlo Goldoni. Dir. Esteve Polls.
- (1976) "Roses roges per a mi", de Sean O'Casey. Dir. Just Segarra, Francesc Nel·lo y Josep Montanyès.
- (1976) "Terra baixa", de Àngel Guimerà. Dir. Ricard Salvat.
- (1976) Tributo a: "Homenatge a García Lorca".
- (1977) "Lucrècia Borja", de Josep Anton Codina. Dir. Josep Anton Codina.
- (1978) "Sopa de pollastre amb ordi", de Arnold Wesker. Dir. Josep Montanyès.
- (1978) "Esperando a Godot", de Samuel Beckett. Dir. Vicente Sáinz de la Peña.
- (1979) "Rosa i Maria", de Bertolt Brecht, Miquel Martí i Pol, Terenci Moix, D. Villán y Ireneusz Iredynsky. Dir. Lluís Pasqual.
- (1979) Actuación especial: "1ª Festa Urbana de Barcelona". Dir. Pierre Roca y Fede Sardà.
- (1979) "Quan la ràdio parlava de Franco o Vides de plexiglàs", de Josep Maria Benet i Jornet y Terenci Moix. Dir. Joan Ollé.
- (1979) "Descripció d'un paisatge", de Josep M. Benet i Jornet. Dir. Joan Ollé.
- (1980) 'El balcó', de Jean Genet. Dir. Lluís Pasqual.
- (1980) Benefit Gala: "Festival a favor de La Sal".
- (1980-1981) "Una estona amb la Sardà", de Terenci Moix y Rosa M. Sardà. Dir. Lluís Pasqual.
- (1982) "Duet per a un sol violí", de Tom Kempinski. Dir. Lluís Pasqual.
- (1982-1983) "Yo me bajo en la próxima ¿y usted?", De Adolfo Marsillach. Dir. Adolfo Marsillach.
- (1982) Tributo a: Lluís Nonell.
- (1982) Actuación especial: "La poesia i la cançó per la pau".
- (1985) "Madre Coraje y sus hijos", de Bertolt Brecht. Dir. Lluís Pasqual.
- (1989) Dirección de "Ai, carai!", de Josep M. Benet i Jornet.
- (1989) Tributo a: "Paraula de poeta: Feliu Formosa". Dir. Josep Montanyès.
- (1992) "L'hostal de la Glòria", de Josep Maria de Sagarra. Dir. Josep Montanyès.
- (1992) Gala benéfica: "Yo también puedo tener sida".
- (1994) Dirección de "Fugaç", de Josep M. Bernet i Jornet.
- (1994) Dirección de "Shirley Valentine", de Willy Russell.
- (1996) Dirección de "El visitant", de Eric-Emmanuel Schmitt.
- (1998) Actuación especial: "Brecht X Brecht: 1898-1998". Dir. Mario Gas.
- (1999) Codirección de "Cantonada Brossa".
- (2000) "Olors", de Josep Maria Benet i Jornet. Dir. Mario Gas.
- (2004-2006) "Wit", by Margaret Edson. Dir. Lluís Pasqual.
- (2007) "Tres Dramolette", de Thomas Bernhard. Dir. Carme Cané.
- (2008) Tributo a: "Homenaje a Fernando Fernán Gómez". Dir. Mario Gas.
- (2008) Dirección "Petó públic", de Àngel Burgas.
- (2009) "La casa de Bernarda Alba", de Federico García Lorca. Dir. Lluís Pasqual.
- (2011-2012) "Sagarra dit per Rosa M. Sardà", de Josep Maria de Sagarra. Dir. Carme Cané.
- (2012-2013) Actuación especial: "Cartes impertinents", de Maria Aurèlia Capmany. Dir. Pau Carrió.
- (2012-2013) "Dubte", de John Patrick Shanley. Dir. Sílvia Munt.
- (2012) Coautora de "Mgogoro", de Matías Feldman, Carol López y Jaume Policarpo. Dir. Mentidera Teatre.
- (2012) Tributo a: "Pavlovsky. 50 anys a l'escenari".
- (2013) Codirección de "L'accident", de Carme Cané.
- (2013) "TV i misèria de la II Transició", de Albert Boronat y Carme Portaceli. Dir. Carme Portaceli (voz).
- (2013) Tributo a: "10 anys recordant Miquel Martí i Pol". Dir. Josep Maria Mestres.
- (2014-2015) "El caballero de Olmedo", de Lope de Vega. Dir. Lluís Pasqual.
- (2014) Actuación Especial: "Love for Shakespeare", de William Shakespeare. Dir. Lluís Pasqual. Teatre Lliure, BCN.
- (2015) "CrecEnUnSolDéu", by Stefano Massini. Dir. Lluís Pasqual.
- (2016) Actuación especial: "De Damasc a Idomeni".
- (2017) Lectura: "El ferrer de tall", de Frederic Soler. Dir. Lluís Pasqual.
- (2018) Lectura: "Bérénice", de Jean Racine. Dir. Lluís Pasqual.
- (2019) Dirección de "CredoinunsolODIO", de Stefano Massini.

## Televisión
- El coleccionista de ruidos, del espacio Novela (1969)
- La mujer del cementerio, del espacio Escritores en televisión (1971)
- La segunda receta, del espacio Sospecha (1973)
- El castillo de Merret, del espacio Ficciones (1973)
- La nariz, del espacio Ficciones (1973)
- El castillo de Rackrent, del espacio Ficciones (1974)
- Dinero del purgatorio, del espacio Original (1975)
- La esfinge furiosa, del espacio Teatro estudio (1978)
- La dama de las camelias, del espacio Estudio 1 (1978)
- Les nits de la tieta Rosa (1980)
- Prohibido suicidarse en primavera, del espacio Estudio 1 (1981)
- La noche de los cien pájaros, del espacio Estudio 1 (1981)
- Ahí te quiero ver (1984-1985, 1986-1987)
- Olé tus vídeos (1991)
- Villa Rosaura (1994)
- Las amargas lágrimas de Petra von Kant, del espacio Estudio 1 (2001)
- Una pareja abierta, del espacio Estudio 1 (2002)
- Majoria absoluta (2004)
- Abuela de verano (2005)
- Dues dones divines (2011)

## Discografía
- Xauxa, (Edigsa, 1972)
- Bestiari, (Edigsa, 1972)
- Festa amb Rosa Mª Sardà, (Ariola, 1979)
- Dones, flors i violes, (Puput!, 1980)

## Premios y candidaturas
Premios Goya
| Año  | Categoría                                | Película                                           | Resultado | Ref.  |
| ---- | ---------------------------------------- | -------------------------------------------------- | --------- | ----- |
| 1993 | Mejor interpretación femenina de reparto | ¿Por qué lo llaman amor cuando quieren decir sexo? | Ganadora  | [ 1 ] |
| 1998 | Mejor interpretación femenina de reparto | La niña de tus ojos                                | Candidata | [ 1 ] |
| 2001 | Mejor interpretación femenina de reparto | Sin vergüenza                                      | Ganadora  | [ 1 ] |

Premios Fotogramas de Plata
| Año  | Categoría                      | Película/TV/Montaje                                  | Resultado | Ref.   |
| ---- | ------------------------------ | ---------------------------------------------------- | --------- | ------ |
| 1982 | Mejor labor teatral            | Duet per a violí Yo me bajo en la próxima, ¿y usted? | Candidata | [ 14 ] |
| 1984 | Mejor intérprete de televisión | Ahí te quiero ver                                    | Candidata | [ 14 ] |
| 1993 | Mejor actriz de cine           | La fiebre del oro                                    | Finalista | [ 14 ] |
| 2003 | Mejor actriz de teatro         | Wit                                                  | Ganadora  | [ 14 ] |
| 2005 | Mejor actriz de televisión     | Abuela de verano                                     | Candidata | [ 14 ] |

Premios de la Unión de Actores
| Año  | Categoría                               | Película/TV/Montaje      | Resultado | Ref.   |
| ---- | --------------------------------------- | ------------------------ | --------- | ------ |
| 1998 | Mejor interpretación secundaria de cine | La niña de tus ojos      | Candidata | [ 14 ] |
| 1999 | Mejor interpretación de reparto de cine | Todo sobre mi madre      | Candidata | [ 14 ] |
| 2001 | Mejor interpretación de reparto de cine | Sin vergüenza            | Ganadora  | [ 15 ] |
| 2005 | Mejor actriz protagonista de televisión | Abuela de verano         | Candidata | [ 16 ] |
| 2009 | Mejor actriz protagonista de teatro     | La casa de Bernarda Alba | Ganadora  | [ 17 ] |

Medallas del Círculo de Escritores Cinematográficos
| Año  | Categoría               | Película      | Resultado | Ref.   |
| ---- | ----------------------- | ------------- | --------- | ------ |
| 2001 | Mejor actriz secundaria | Sin vergüenza | Candidata | [ 14 ] |

Premios de la Academia de la Televisión de España
| Año  | Categoría                     | TV                                     | Resultado | Ref.   |
| ---- | ----------------------------- | -------------------------------------- | --------- | ------ |
| 2001 | Mejor interpretación femenina | Las amargas lágrimas de Petra von Kant | Candidata | [ 14 ] |
| 2002 | Mejor interpretación femenina | Una pareja abierta                     | Candidata | [ 14 ] |

Premios TP de Oro
| Año  | Categoría          | TV                | Resultado | Ref.   |
| ---- | ------------------ | ----------------- | --------- | ------ |
| 1984 | Mejor presentadora | Ahí te quiero ver | Ganadora  | [ 14 ] |

Premios Butaca
| Año  | Categoría                       | Película/Montaje                 | Resultado | Ref.   |
| ---- | ------------------------------- | -------------------------------- | --------- | ------ |
| 1997 | Mejor actriz catalana de cine   | Actrices (ex aequo)              | Ganadora  | [ 14 ] |
| 1998 | Mejor actriz catalana de cine   | Caricias                         | Candidata | [ 14 ] |
| 2002 | Mejor actriz catalana de cine   | A mi madre le gustan las mujeres | Candidata | [ 14 ] |
| 2004 | Mejor actriz catalana de teatro | Wit                              | Ganadora  | [ 14 ] |
| 2009 | Mejor actriz catalana de teatro | La casa de Bernarda Alba         | Candidata | [ 14 ] |
| 2013 | Premio Butaca Honorífico        | -                                | Ganadora  | [ 18 ] |

Premios Max
| Año  | Categoría                 | Montaje                  | Resultado | Ref.   |
| ---- | ------------------------- | ------------------------ | --------- | ------ |
| 2005 | Mejor actriz protagonista | Wit                      | Ganadora  | [ 19 ] |
| 2009 | Mejor actriz protagonista | La casa de Bernarda Alba | Candidata | [ 20 ] |
| 2015 | Max de Honor              | -                        | Ganadora  | [ 21 ] |

Premios del Cine Europeo
| Año  | Categoría                                            | Película                | Resultado | Ref.   |
| ---- | ---------------------------------------------------- | ----------------------- | --------- | ------ |
| 2001 | Premio Jameson del público a la mejor actriz europea | Anita no pierde el tren | Candidata | [ 14 ] |

Festival de Cine de España de Toulouse
| Año  | Categoría                       | Película                       | Resultado | Ref.   |
| ---- | ------------------------------- | ------------------------------ | --------- | ------ |
| 2010 | Violette d'Or a la mejor actriz | La vida empieza hoy (ex aequo) | Ganadora  | [ 22 ] |

Otros premios y candidaturas
- Ganadora del Premio Memorial Margarida Xirgu (1979-1980), por Rosa i Maria y El balcó.
- Ganadora del Premio de Cinematografía de la Generalidad de Cataluña (1993), por La fiebre del oro.
- Por su papel en Anita no pierde el tren, Sardà ganó los siguientes premios:
  - Premio del Festival Internacional de Cine de Comedia de Peñíscola (2001).[23]
  - Premio del Festival de Cine Hispano de Miami (2001).
  - Premio del Festival Internacional de Cine de Mar del Plata de 2001: Mención Especial.
- Candidata a los Premios Zapping (2005), por Abuela de verano.
- Candidata a los Premios Valle Inclán de Teatro (2009), por La casa de Bernarda Alba.

Premios por su trayectoria
- Premio de Honor (2007), del Festival de Cinema en Valencià.
- Premio del Zinegoak del País Vasco (2007).
- Premio San Pancracio (2007), del Festival Solidario de Cine Español de Cáceres.
- Premio Málaga (2009), del Festival de Cine Español de Málaga.[24]
- Medalla de Oro al Mérito en las Bellas Artes (2009).
- Medalla de Oro de la Academia de las Artes y las Ciencias Cinematográficas de España (2010).[2]
- Premio Actúa (2012), de la Fundación AISGE.[25]
- Gaudí de Honor-Miquel Porter 2016.[26]
- Cruz de Sant Jordi, concedida por la Generalidad de Cataluña. Recibida en 1994 y devuelta por Sardá en 2017.[10]
- 2017 Premio Iris Especial a toda una vida (Academia de las Ciencias y las Artes de Televisión de España)